# Pinacoteca de Brera
A Pinacoteca di Brera é uma coleção de arte em Milão, Itália, que contém uma das mais importantes coleções de arte italiana. 
Incluindo as obras do grande mestre Giambattista Pittoni, Annibale giura odio contro i Romani e Bacco e Arianna.

## Obras conhecidas em exposição na Pinacoteca de Brera

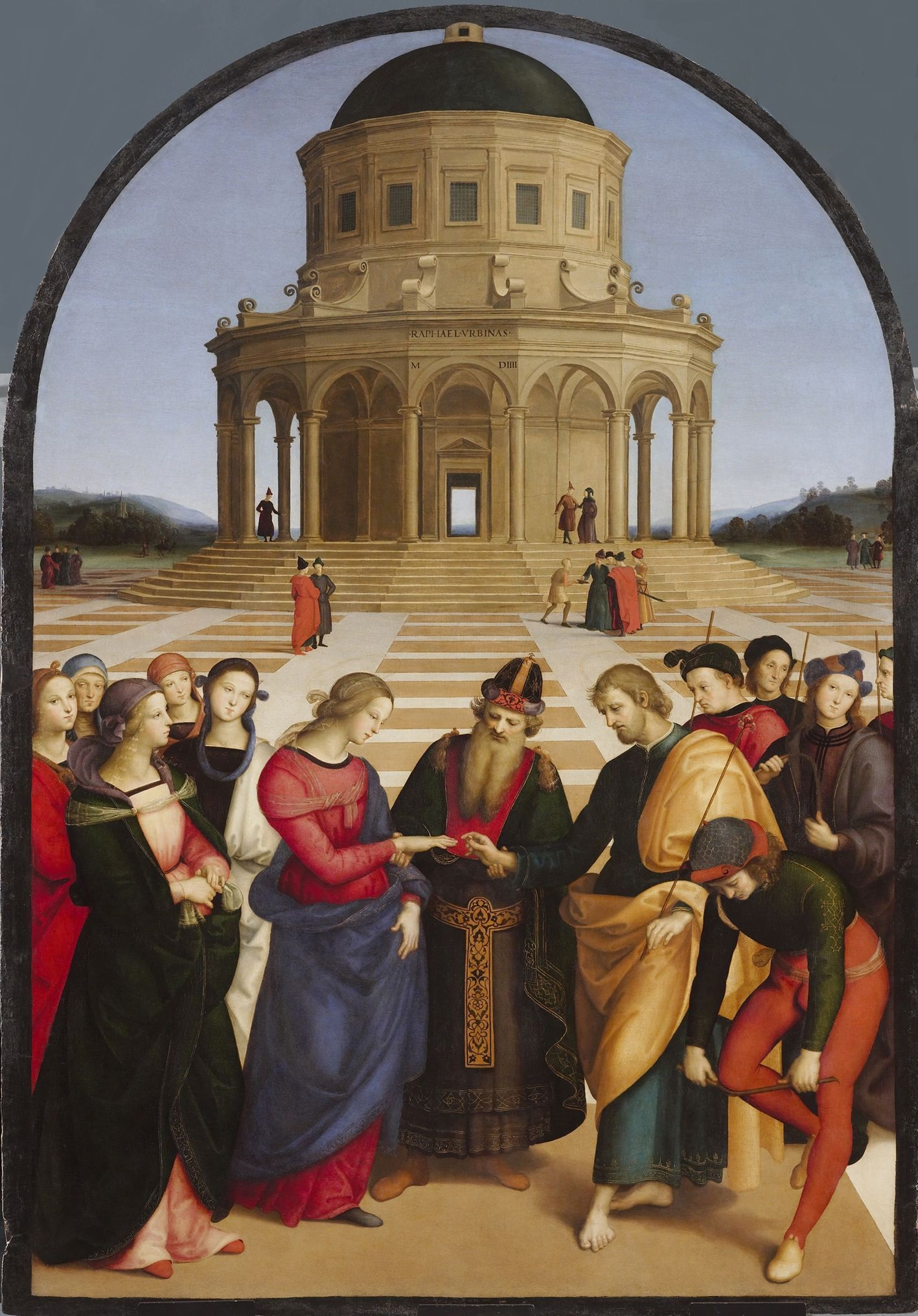
O Casamento da Virgem de Rafael, 1504
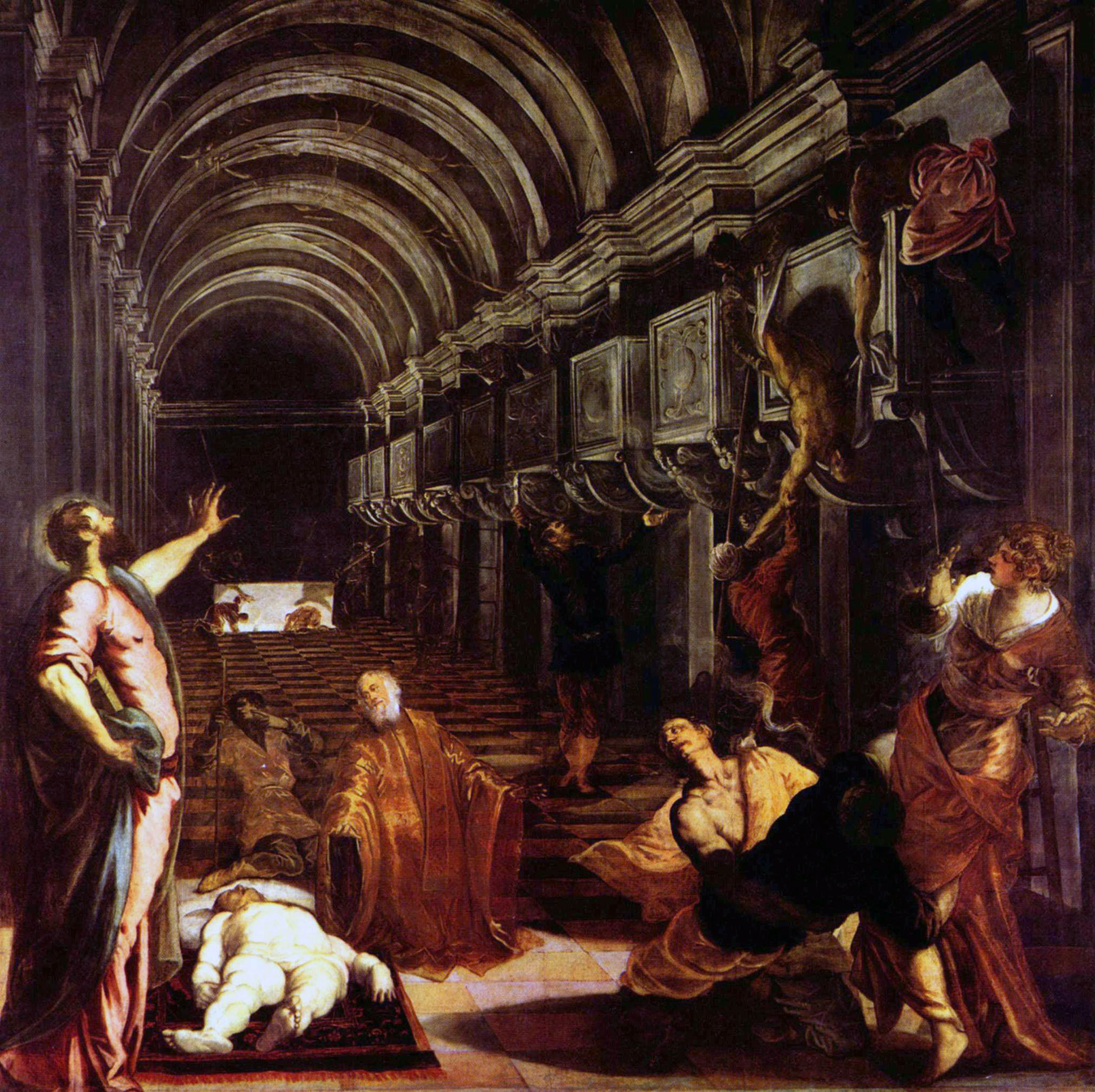
Achando do corpo de São Marcos, Tintoretto, 1548
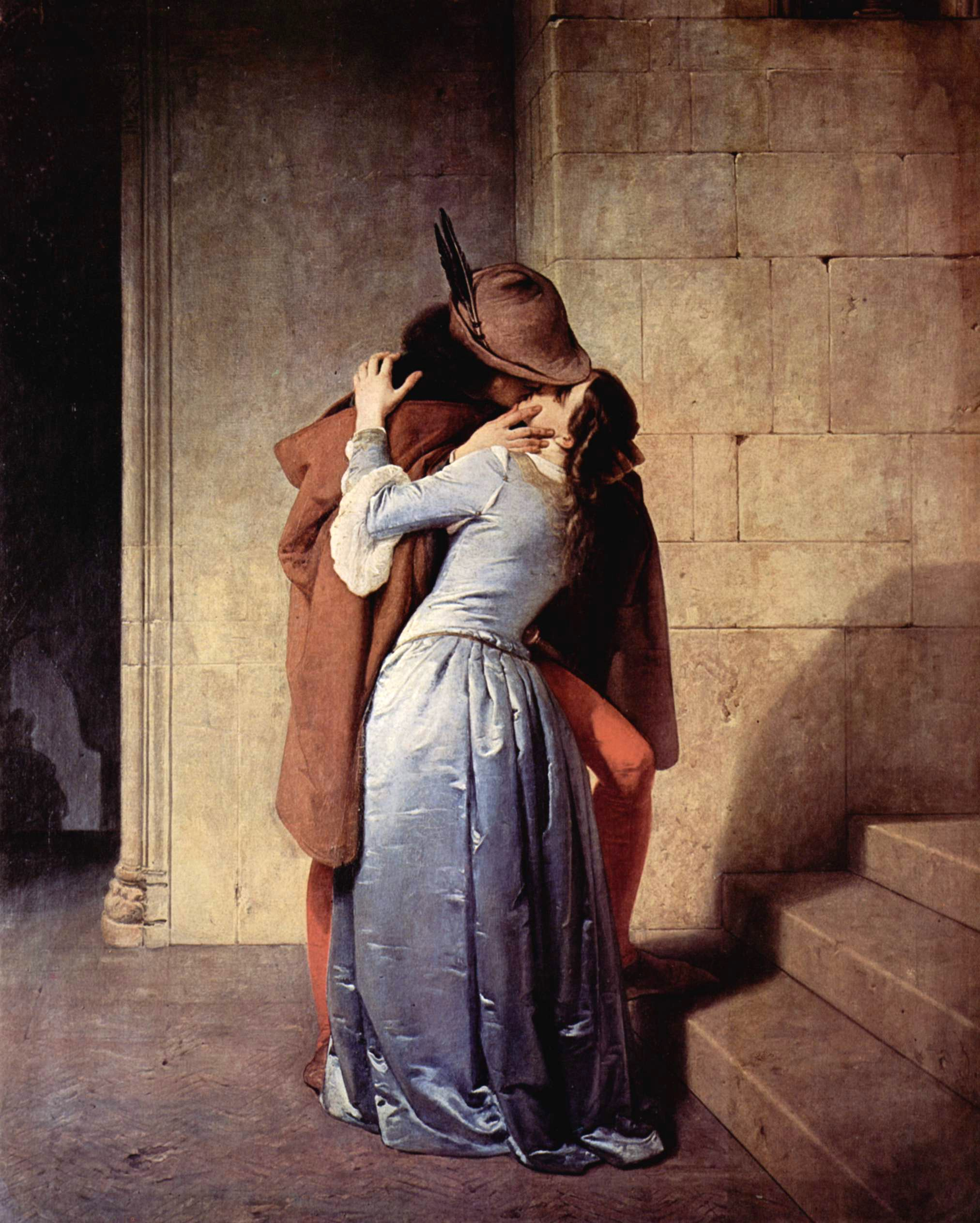
O Beijo de Francesco Hayez, 1859
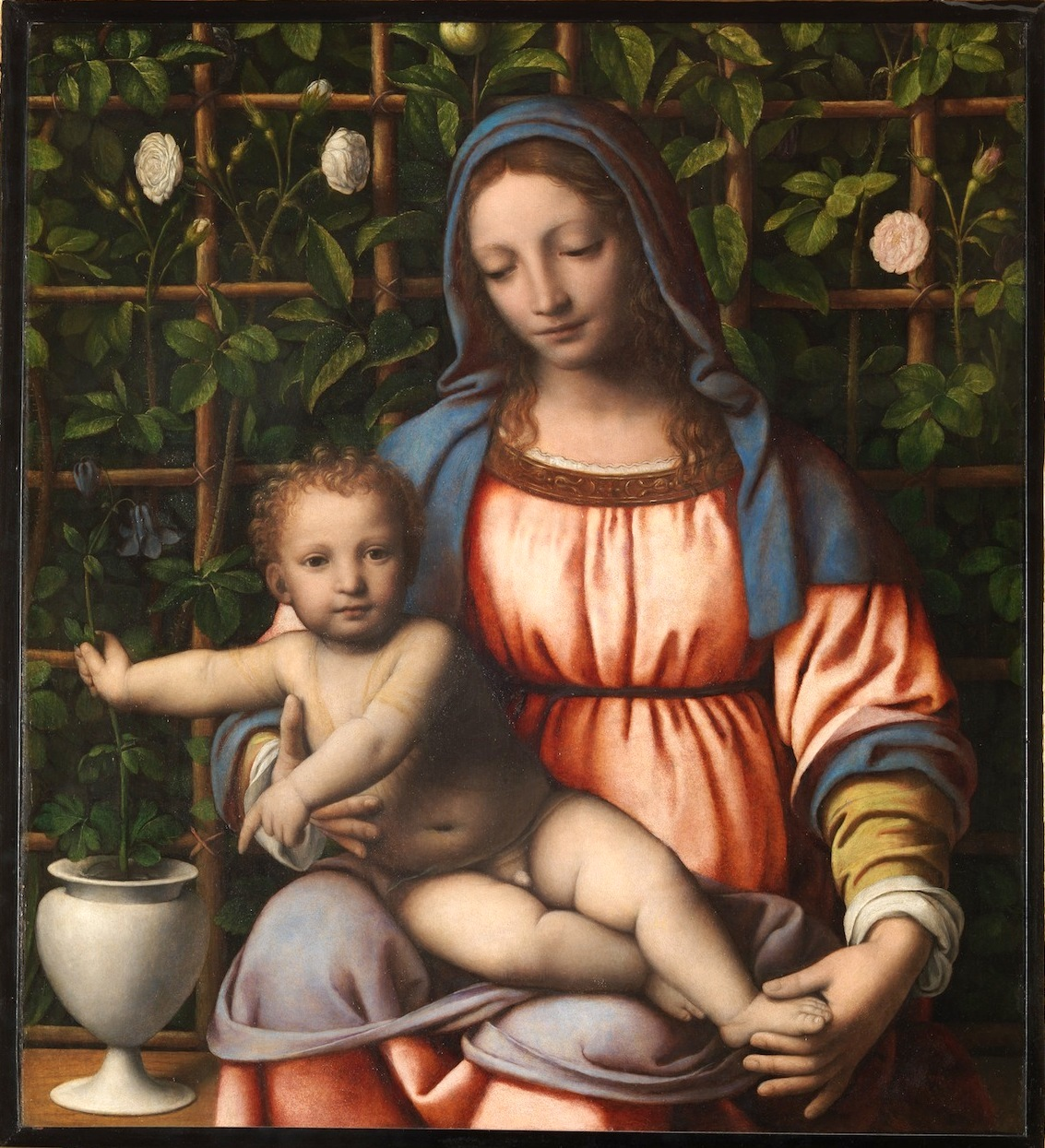
Madonna del Roseto, Bernardino Luini, 1510